# Gheorghe Man
Gheorghe Man (n. 20 martie 1914 - d. februarie 1972) a fost un scrimer român. A concurat în proba de sabie pe echipe la Jocurile Olimpice de vară din 1936.